# Broch von Howe

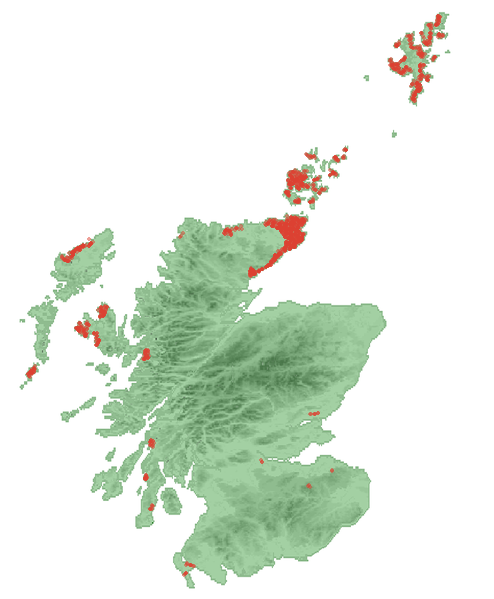
Verbreitung von Brochs - rot

Die Ausgrabungen im Broch von Howe und im Broch von Bu auf Orkney halfen den Ursprung der orkadischen Brochtradition, vor allem architektonisch, besser zu verstehen als es bei den früher erfolgten Grabungen von Gurness und Midhowe der Fall war. Der Broch von Howe liegt über der Bay of Ireland, in der Nähe des Loch of Stenness nordöstlich von Stromness, auf der schottischen Orkneyinsel Mainland. 
Die von 1978 bis 1982 erfolgten Ausgrabungen von John Hedges ergaben eine komplexe Vergangenheit des Platzes. Ursprünglich lag hier ein neolithisches Grab. Der Platz blieb dann mehr als 2000 Jahre unbeansprucht, bis ab dem 8. Jahrhundert v. Chr. eisenzeitliche Aktivitäten einsetzen. Im 4. oder 3. Jahrhundert v. Chr. wurde das Gelände eingeebnet und die Grabkammer in ein Souterrain umgewandelt. Das Souterrain wurde mit einer Lehmschicht verschlossen und ein großes Rundhaus errichtet, das irgendwann zusammenbrach. 
Es wurde durch eine Struktur ersetzt, die obwohl kein Beweis dafür vorliegt, dass es ein Turm war, als Broch 1 bezeichnet wird. Wie beim Broch von Crosskirk, wurde das Gebäude mit den Nebengebäuden von einem Steinwall und einem Graben umgeben. Von der internen Konstruktion ist wenig erhalten, aber es gab Wächterzellen (englisch guard-cells) im Zugang und intramurale Treppen. Jedoch waren diese von einem solchen Ausmaß, dass sie zur Schwächung der nur 3½–4 m dicken Wände beitrugen. In der Tat ist Broch 1 dann zusammengebrochen. Die Nutzer haben sofort einen neuen Turm, der als Broch 2 bekannt ist, aufgebaut, aber mit einer etwa 5½ m starken Außenwand. Auch dieser Broch scheint während der Bauphase einmal eingestürzt zu sein, wurde aber vollendet. Die verschiedenen Fehlversuche zeigen die Baumeister in einer Experimentierphase. 
Der Zugang zum Innenraum war 5,5 Meter lang mit einem Türanschlag etwa 1,5 Meter vom inneren Ende, aber ohne Wächterzellen. Der Boden der Brochs erfüllte viele Funktionen, z. B. lag hier meist der in Howe so gut wie verschwundene Herd. Das Interieur wurde mittels lotrechter Platten in Bereiche unterteilt und hat ein ähnliches Layout wie beim benachbarten Broch von Bu. Im Zentrum befindet sich der runde Bereich von etwa 4 m Durchmesser. Rechts neben dem Zugang beginnt sich eine über 2 Meter breite, innen durch senkrechte Platten begrenzte Passage, die etwa auf zwei Drittel des Umfangs verläuft. Das verbleibende Drittel wird durch drei zweistöckige Wandkästen aus Steinplatten und Trennwänden gebildet. Eine intramurale Zelle, die eine Reihe von Treppenstufen aufweist, liegt auf der Westseite, etwa 1,3 Meter über dem Bodenniveau. Die Wände sind nur etwa 4 m hoch erhalten und es gab keine Hinweise auf eine obere Etage, durch Simse oder Holzpfosten.

## Anmerkung
Nicht zu verwechseln mit dem Broch von Midhowe
Koordinaten: 58° 58′ 45,4″ N, 3° 15′ 42,3″ W